# ندى زيدان
ندى زيدان، (11 اكتوبر 1976) رياضية تحمل الجنسية القطرية من والد يمني من أصل فلسطيني ووالدة تركية، تشارك بألعاب بالنِبَآلة (فن الرماية بالسهام) . كما أنها متسابقة رالي.

## عن حياتها
ولدت اللاعبة ندى زيدان في العاصمة اللبنانية، بيروت ، وهي الأكبر بين إخوتها العشرة ، وخلال الحرب الأهلية اللبنانية انتقلت عائلتها من لبنان إلى قطر عام 1980 ، وفي العاصمة القطرية الدوحة أكملت تعليمها الابتدائي في مدرسة الرميلة ، والمرحلة الثانوية في مدرسة زينب قبل التحاقها بمدرسة قطر للتمريض لتعليمها الثانوي ، وواصلت تعليمها العالي حتي حصلت على درجة البكالوريوس في التمريض من جامعة قطر ، وبعد تخرجها ، انضمت إلى مؤسسة حمد الطبية كممرضة ، وتدرجت بالوظيفة حتي ارتقت إلى مستوى مديرة التمريض قبل التحاقها بمستشفى سبيتار ، وهو مستشفى قطر التخصصي لجراحة العظام والطب الرياضي ، حيث عملت كمديرة علاقات الرياضيين ، وأثناء مشاهدتها التلفزيون ، شاهدت إشعارًا من الاتحاد القطري للرماية والسهام يطلب من الفتيات الصغيرات المهتمات بالرياضة إبلاغهن ، وكانت ندى من بين الأوائل التي تقدمت بطلب الانضمام للاتحاد القطري للرماية.

## حياتها الشخصية
تزوج ندى زيدان من الفنان جورج وسوف بعد ان تعرّفت عليه عندما حضر للعلاج في مستشفى سبيتار في قطر ، حيث كانت تعمل مديرةً شؤون اللاعبين ، وتم تكليفها للاهتمام به وتسهيل أموره، وكانت قريبة منه ، وفي سبتمبر 2014 عقدت قرانها عليه ، وفي أكتوبر 2015 رُزِقَت منه بابنة واحدة (عيون) ، وفي عام 2017 انفصلت عنه وتطلقت.